# Кривошей Єгор Олегович
Єго́р Оле́гович Кривоше́й (нар. 26 листопада 1994, Кіровоград, Україна) — український футболіст, півзахисник.

## Життєпис
Народився 26 листопада 1994 року в місті Кіровограді, Україна. Вихованець кіровоградського футболу. У турнірах ДЮФЛУ виступав за ДЮСШ-2 (Кіровоград) в сезонах 2008/09, 2010/11 (30/4). Був заявлений за «Зірку» (Кіровоград) в сезонах 2012/13 — 2013/14.